# 奇氏圓棘鮃
奇氏圓棘鮃為輻鰭魚綱鰈形目鰈亞目牙鮃科的其中一種，為亞熱帶海水魚，分布於西大西洋墨西哥灣北部至巴西海域，棲息深度20-150公尺，身體是橢圓形，中等細長，眼睛在左邊上，眼間隔狹窄又少於一半的眼直徑，嘴大並延伸至眼睛後緣，尾鰭是圓形，在胸鰭之下褐色有一個大的斑塊，背鰭與臀鰭有一個包含灰白區域的深色斑點列，在背部上有2個斑點，尾鰭在後緣有三個大的深色斑點，體長可達32公分，棲息在沿岸軟底質底層水域、潟湖，生活習性不明，可作為食用魚。

## 扩展阅读
維基物種上的相關：奇氏圓棘鮃